# Štefan Gerec
Štefan Gerec (Ľubochňa, 10 novembre 1992) è un calciatore slovacco, attaccante del Ružomberok.

## Carriera
Ha giocato nella prima divisione slovacca.

## Palmarès

### Club

#### Competizioni nazionali
- Coppa di Slovacchia: 1

Ružomberok: 2023-2024